# 馬特斯堡體育會
馬特斯堡體育會（SV Mattersburg ）是奧地利的一家體育會。主場位於奧地利布爾根蘭州馬特斯堡。因為贊助商的原因，該隊目前也稱為SV Bauwelt Koch Mattersburg。俱樂部成立於1922年，其主場球場是可容納 17,100 人的Pappelstadion。俱樂部自2003–04賽季起開始參加奧地利足球超級聯賽的賽事，在2006–07賽季，馬特斯堡創下了聯賽排名第三的最好成績。球隊在2020年解散。